# Funk-Gletscher
Der Funk-Gletscher ist ein Gletscher an der Graham-Küste des Grahamlands auf der Antarktischen Halbinsel. Er fließt südlich des Frölich Peak in die Nevsha Cove, eine Nebenbucht der Beascochea-Bucht.
Teilnehmer der Fünften Französischen Antarktisexpedition (1908–1910) unter der Leitung des Polarforschers Jean-Baptiste Charcot entdeckten und kartierten ihn erstmals. Das UK Antarctic Place-Names Committee benannte ihn 1959 nach dem polnisch-US-amerikanischen Biochemiker Casimir Funk (1884–1967), der 1912 den Begriff Vitamin prägte.